# Традиции и обычаи Азербайджана
Традиции и обычаи Азербайджана имеют долгую историю, а именно берёт своё начало с формирования азербайджанского народа. В Азербайджане некоторые обычаи и традиции отличаются в зависимости от региона.

## Семейные традиции

### Гостеприимство

Семь красавиц «Армуду», Баку — Ичеришехер

Гостеприимство азербайджанской нации отличается наличием различных обычаев. По традиции, гости не отпускаются из дома без ужина. Встретив гостей на стол подают самые изысканные блюда. В древнем Азербайджане существовал обычай: если прислуга выносила гостю полную сумку с продуктами на дорогу, это был намек на то, что гостю пора в обратный путь. 

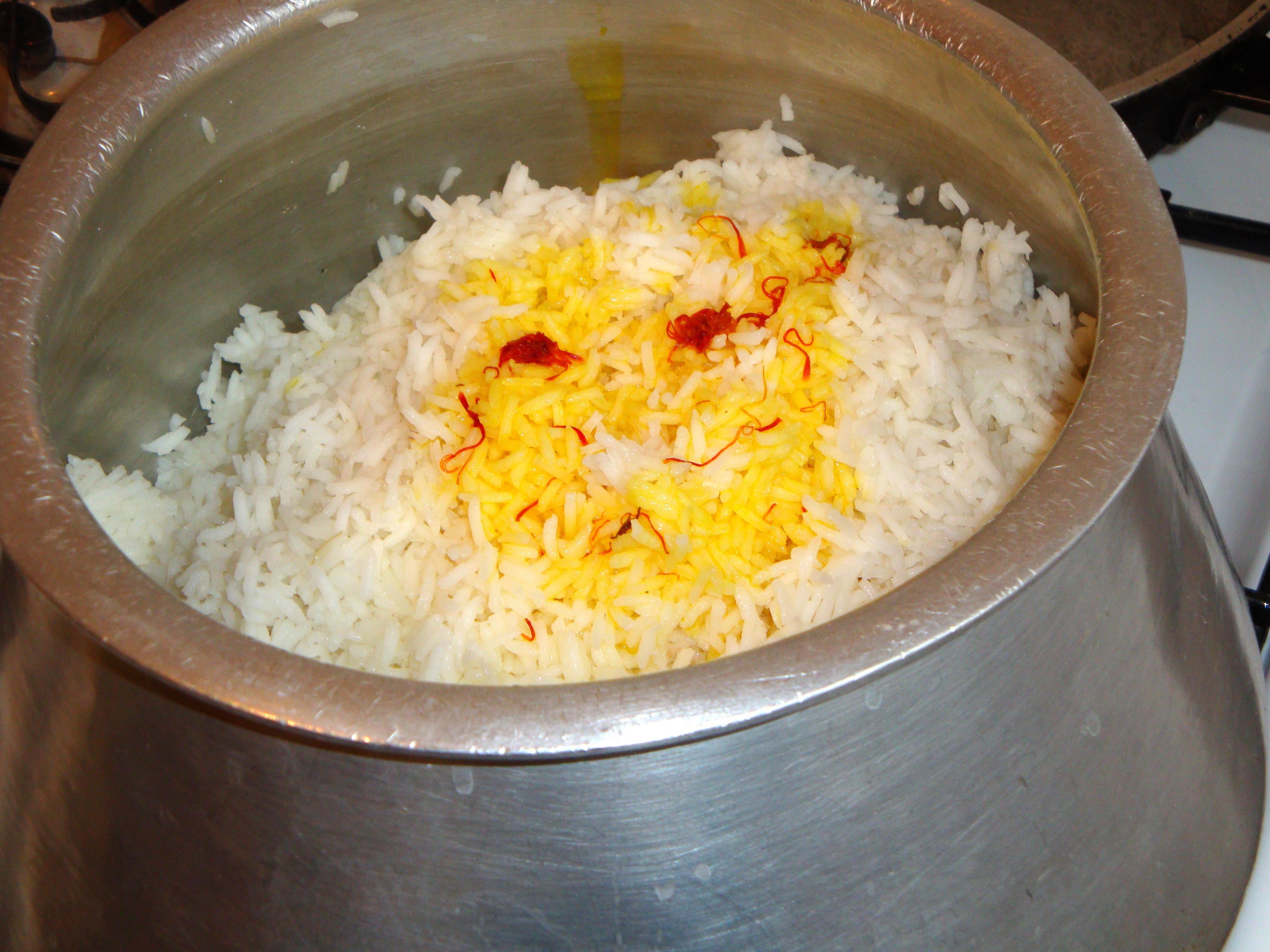
Плов

#### Чаепитие
Особое значение для азербайджанцев играет чай. В любом азербайджанском доме гостю первым делом предлагают чай. Всегда с чая начинается застолье, им же оно и заканчивается. Национальной посудой для питья чая является «армуду» стакан, который по форме напоминает грушу (по другим источникам классическую фигуру восточной женщины).
Подача чая гостям-одна из древних традиций Азербайджана. Азербайджанский народ, как правило, предпочитает макать в чай кусочек сахара, а затем кусочек и потягивать чай, вместо того чтобы добавлять в него сахар. Символом гостеприимства считается подача чая непосредственно перед основным приемом пищи с различными видами варенья (Клубника, инжир, абрикос, ежевика, вишня, грецкий орех), сладостей и фруктовых десертов. Чайный стол не обходится без лимона. они подают горячий чай в чашки или Armudi стекла (грушевидные стеклянные). Armudi стекло-это символ чайной церемонии. Главное в процессе приготовления чая техника кипятка. Запах и вкус свежего самоварного чая (самовар-металлическая емкость для кипячения воды) уникален и не может сравниться с другими чайными запахами. Азербайджанская семья из четырех человек употребляет около 500 г чая в месяц и около 6-8 кг в год.
Чай подают на любой церемонии в Азербайджане, будь то похороны или свадьба. Является ли чай сладким или без сахара показывает решение или, по крайней мере, мнение родителей девушки о браке в процессе сватовства. Сахар-ключевой показатель их согласия.

#### Блюда

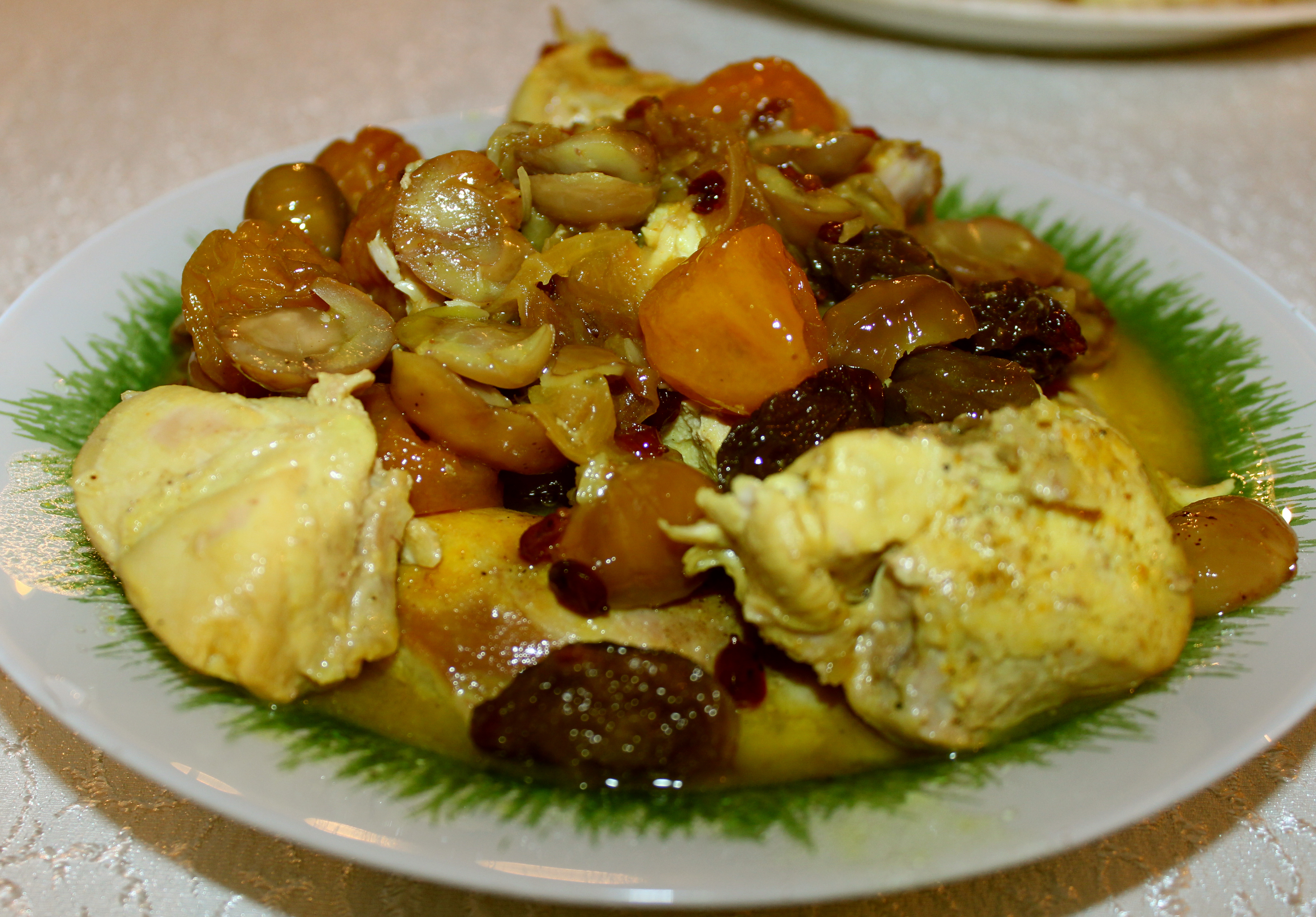
Гарнир плова

Традиционными блюдами, которыми угощаются обычно гости, являются «аш» (плов), причем имеются очень много разновидностей, «долма» и «кабаб» (шашлык), как правило, подаются на даче или в доме с двором.

### Брак и свадьба
Большинство из азербайджанских традиций относятся к свадьбе. Как известно, свадьба в азербайджанской семье — это торжественные мероприятия, которые проводятся в несколько этапов, на каждом из которых свои обычаи и правила.
Предварительное знакомство

Первым этапом является именно знакомство родителей и родственников. Но до этого этапа каждая из сторон через общих знакомых узнают о будущих родственниках всевозможную информацию.

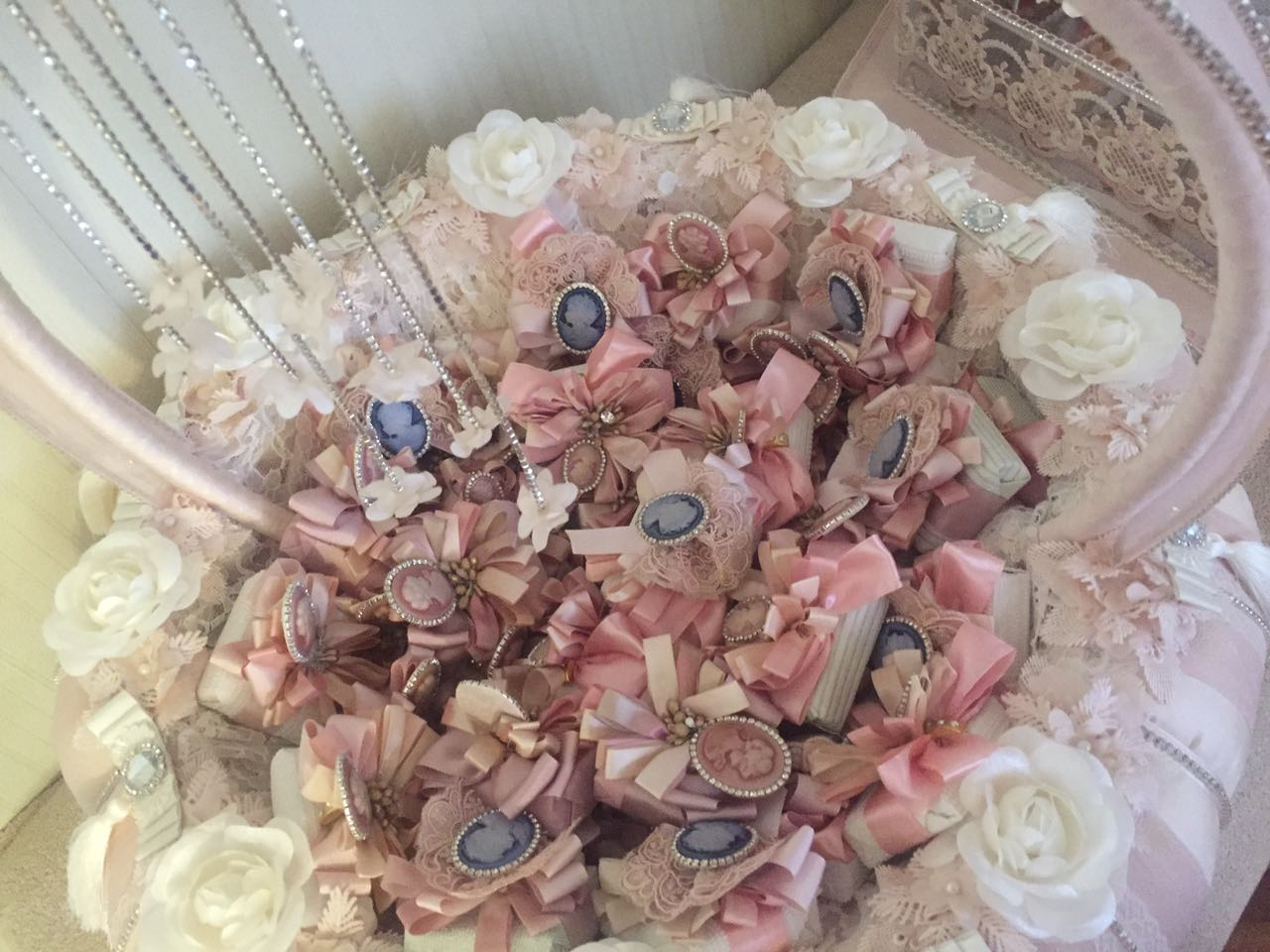
Конфетная «хонча»

Далее женская половина родственников жениха идут знакомиться с будущей невестой и её матерью. Следующим этапом после знакомства женщин двух семей является сватовство.
Сватовство
На сватовстве издревле принимали участие только несколько мужчин из двух семей. В современном периоде на сватовстве бывают и женщины. На данном этапе сторона жениха получает окончательный ответ от отца невесты, и если ответ положительный, то получают «хери» (да) и подают сладкий чай. В большинстве случаев невесте надевают кольцо на безымянный палец левой руки.
Обручение

Обручение происходит после получения согласия со стороны семьи невесты. Согласно совместному решению обеих семей происходит или маленькая церемония с самыми близкими родственниками или же большое торжество (наподобие свадьбы). Семья жениха приносит кольцо, платок, много «хончи»(подносов) и другие подарки и сладости. До обручения семья жениха делают покупки для невесты и всё это приносят в подносах. На церемонии невесте надевают кольцо и накидывают платок на голову.
Обычаи
После обручения обычно невеста кладёт свою правую руку на голову незамужних девушек, что означает «желаю и тебе такого счастья». Далее невеста даёт своё кольцо примерить другим девушкам, согласно говорам которой из них кольцо подойдет, та первой замуж и выйдет.
Также есть суеверие что если незамужняя девушка откусит конфету из праздничного стола церемонии обручения и половинку отложит под подушку, то во сне увидит своего будущего жениха
«Хна яхты»

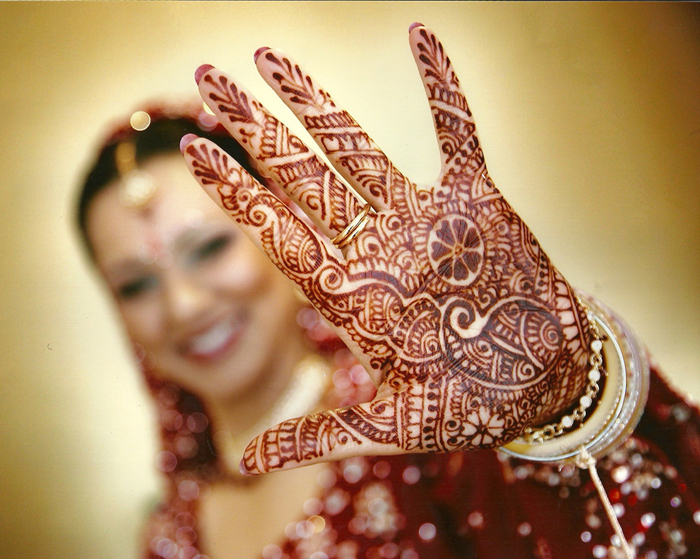

За неделю до свадьбы семья невесты проводит торжественное мероприятие, в котором участвуют все женщины из обеих семей. Эта церемония длится весь вечер к концу, которого наносят хну на руки невесты, а также другие девушки рисуют хной узоры на своих руках. Семья жениха приносит в дар «хончи» (подносы) наполненные сладостями и подарками невесте, которые в ходе церемонии раскрываются и показываются всем гостьям.
Заключение брака
После обручения наступает самый торжественный этап — свадьба. Подготовления к свадьбе длятся очень долго. И каждая их сторон выполняет свои обязанности. На данном этапе часто семьи ходят друг к другу в гости и знакомятся поближе. Нанимается торжественный дом, где собираются все родственники и друзья двух семей. На свадьбе обычно рядом с невестой несут зеркало (зеркало судьбы) и две свечи, которых носят девушки; одно из семьи жениха, другая — невесты.
Сторона жениха
Семья жениха на данном этапе готовится к принятию приданого, то есть занимается ремонтом, уборкой квартиры, покупками невесте драгоценностей и одежды.
Сторона невесты
Семья невесты готовят приданое невесты. Обычно в азербайджанских семья приданое собирают почти с рождения девочки. Это бывают чайные и обеденные наборы, белье, разные домашние и бытовые утвари. В приданое также входит спальная, гостиная и кухонная мебель.

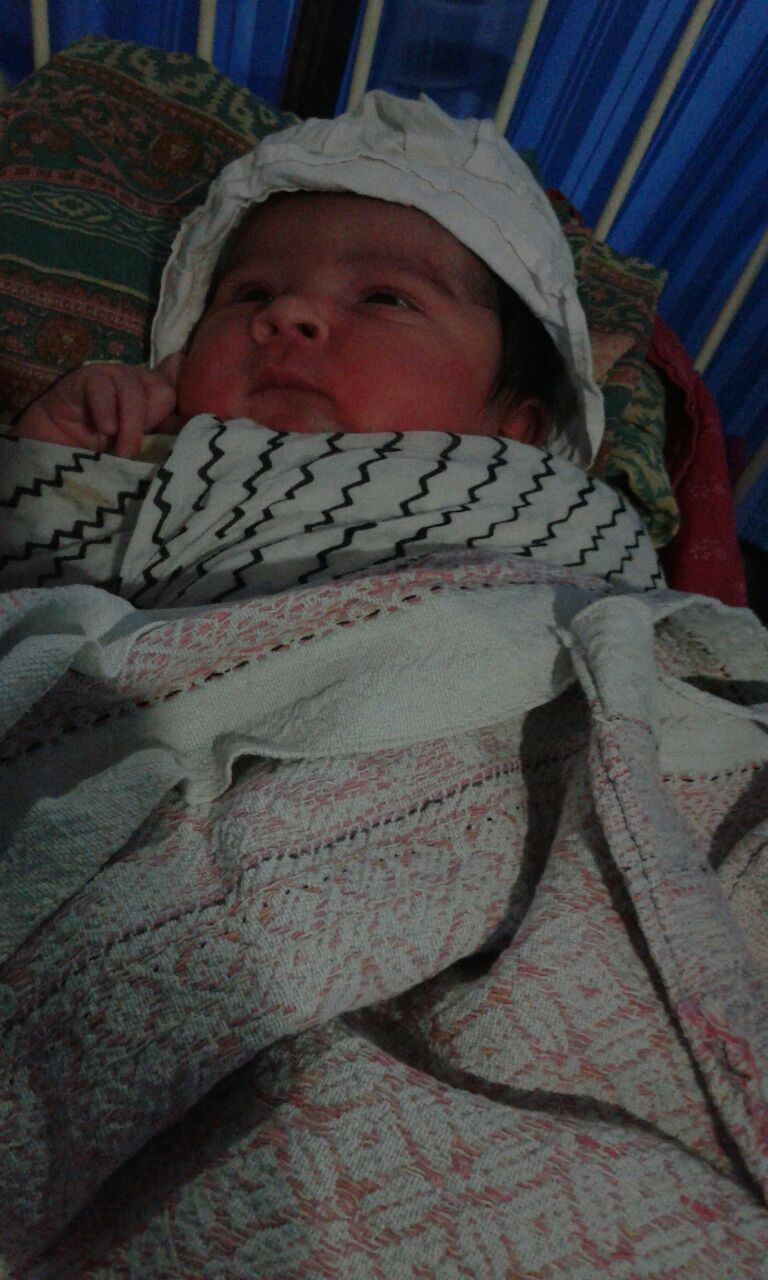
Новорождённый ребёнок

### Рождение ребенка
Рождение ребёнка в азербайджанских семьях также торжественно отмечается и имеет свои обычаи и традиции. Имя ребёнку предпочитают давать после того как прочитают определённые аяты из Корана, после этого имя нашёптывают в правое ушко ребёнка и желают ему праведной, счастливой жизни. Имена предпочитают давать тоже из Корана или выбирают советуясь со старшими рода.   Раньше 40 дней после рождения ребёнка не принято навещать его. В 40 день проводят торжественную церемонию и все родственники привозят ребенку подарки. Когда у ребенка прорезываются первые зубки, в семье готовят специальное блюдо хядик (hədiy) из семи видов зерновых культур. Согласно верованию, благодаря этому зубы у младенца прорезаются быстрее и безболезненно. После первого дня рождения младенцу стригут первые волосы.
Выбор имени
При рождении ребенка одним из самых спорных моментов является выбор имени. По обычаю, если в семье родился первый ребенок-мальчик, то ему дают имя дедушки (по отцовской линии). Также выбор может остановиться на имени, более подходящего к именам родителей или старших детей в семье. Редко обращается внимание на значение имени.

## Праздники
Основными праздниками азербайджанской нации, которые богаты традициями и обычаями являются мусульманские праздники Рамазан и Гурбан, а также Новруз.

### Праздник Рамазан

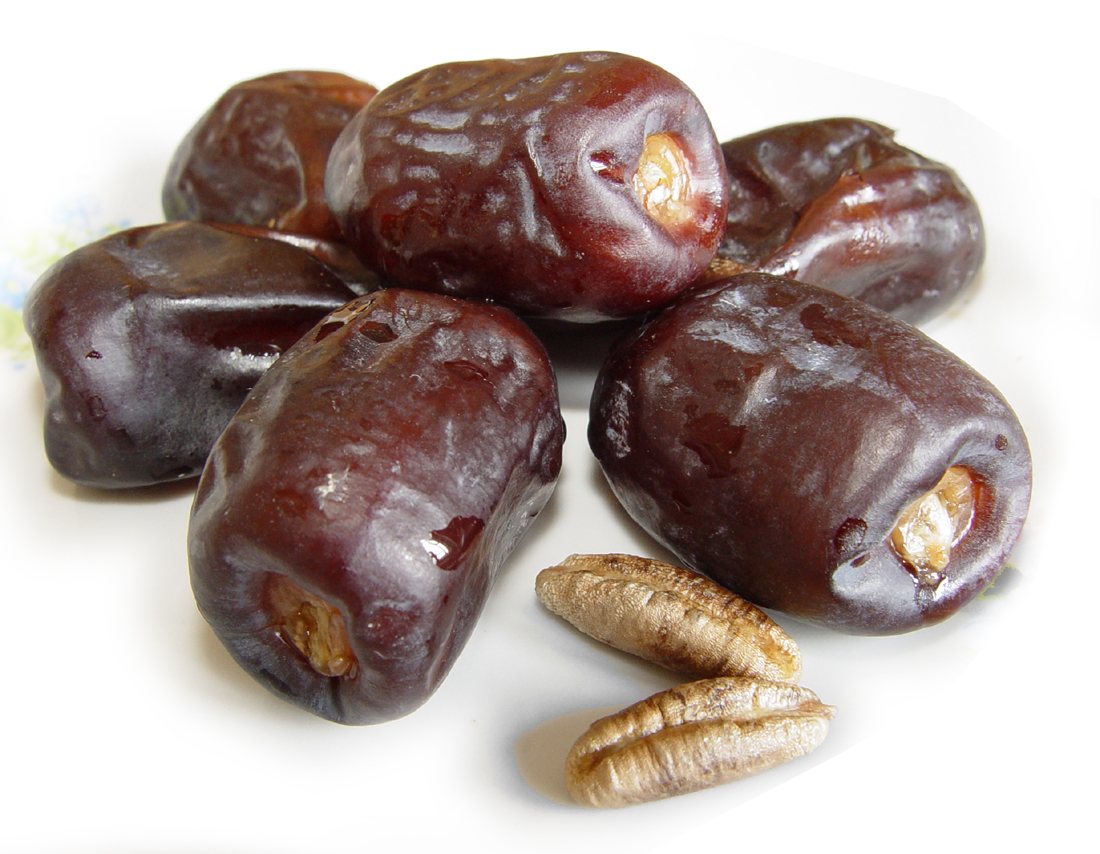
Финики

У мусульман царём 12 месяцев является именно месяц Рамазан. В течение данного месяца мусульмане в дневное время отказываются от приёма пищи, питья, курения и интимной близости. Пост начинается с начала рассвета (после утреннего «азана») и заканчивается после захода солнца (после вечернего «азана»). Начиная пост произносится «ният», а вечером перед «ифтаром» читается молитва и пост прекращается питьём теплой воды и пробованием хурмы (священный плод у мусульман). На 30-й день этого месяца проводится праздник. Обеспеченные семьи дают «закят» (подаяние, милостыня) бедным. Ежегодно дата начала месяца Рамазана сдвигается примерно на 11 дней назад и первый день Рамазана определяется астрономическими вычислениями, наблюдением за Луной.

### Праздник Гурбан

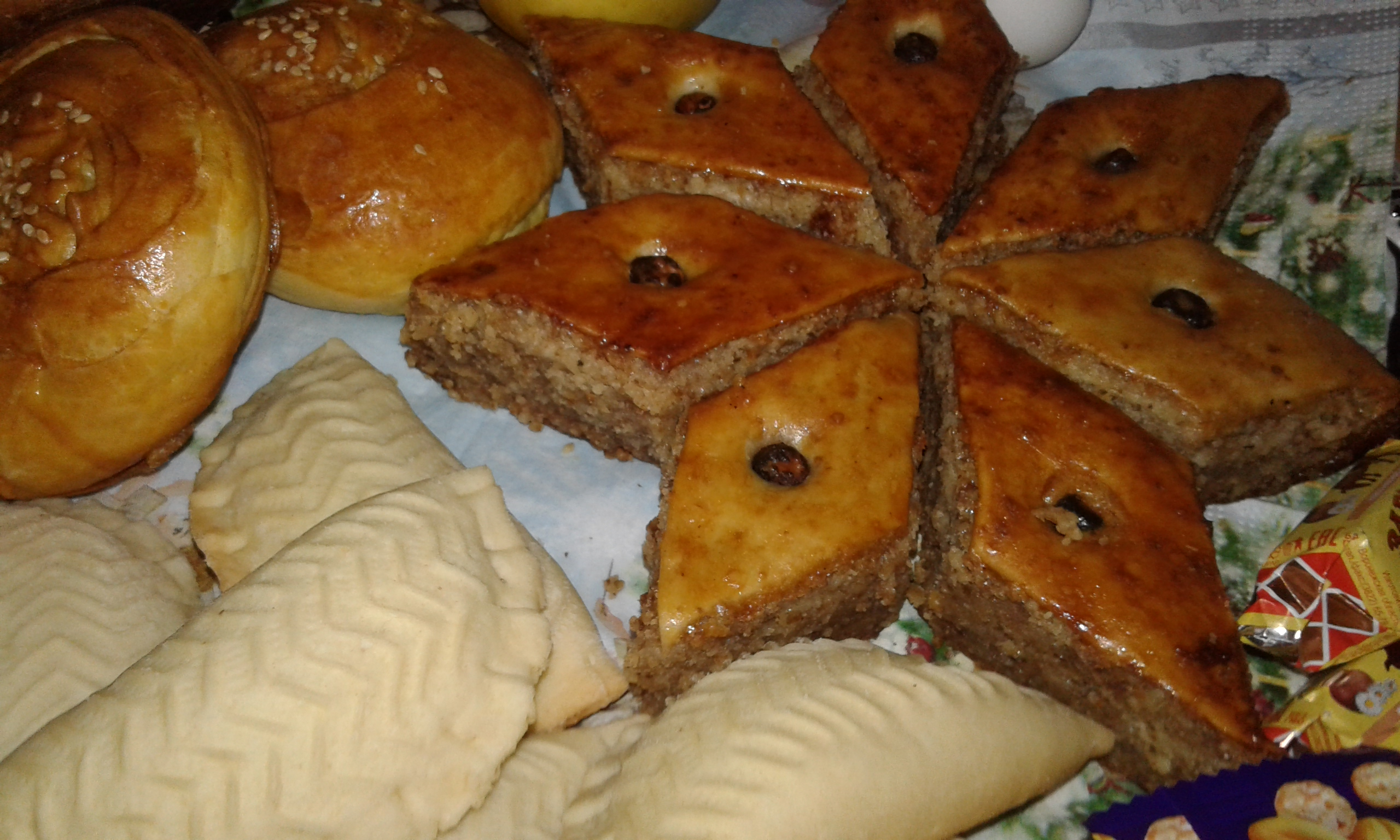
Шекербура, пахлава и гогал

Это мусульманский праздник пожертвования, который отмечается после 70 дней после праздника Рамазан. Согласно Корану, к пророку Ибрахиму во сне явился ангел и передал ему повеление от Аллаха принести в жертву старшего сына Исмаила. Ибрахим отправился в долину Мина к тому месту, где ныне стоит Мекка, и начал приготовления. Его сын, знавший об этом, не сопротивлялся, но молился. Оказалось это испытание от Аллаха, и когда жертва была почти принесена, нож оказался тупым и не резал. Жертва сына была заменена бараном и с тех пор это превратилось в обычай. В этот день люди, зарабатывающие деньги и не имеющие долгов приносят в жертву барана, верблюда или корову и раздают всем знакомым бедным. Жертве должно быть не менее полугода и должна быть здорова. С рассветом мусульмане идут в мечеть к утренней молитве, после праздничной молитвы мусульмане приносят жертву.

### Праздник Новруз
Это праздник весны, который празднуется 20-21 марта, в день весеннего равноденствия, но за месяц проводятся подготовки к празднику. Накануне праздника празднуются четыре вторника зимы (чяршянбя), символизирующие воду, огонь, ветер и землю. Празднование начинается с вечера вторника, на улицах вспыхивают костры, танцуют вокруг него, а потом прыгают через костёр, оставляя беды года на костре.

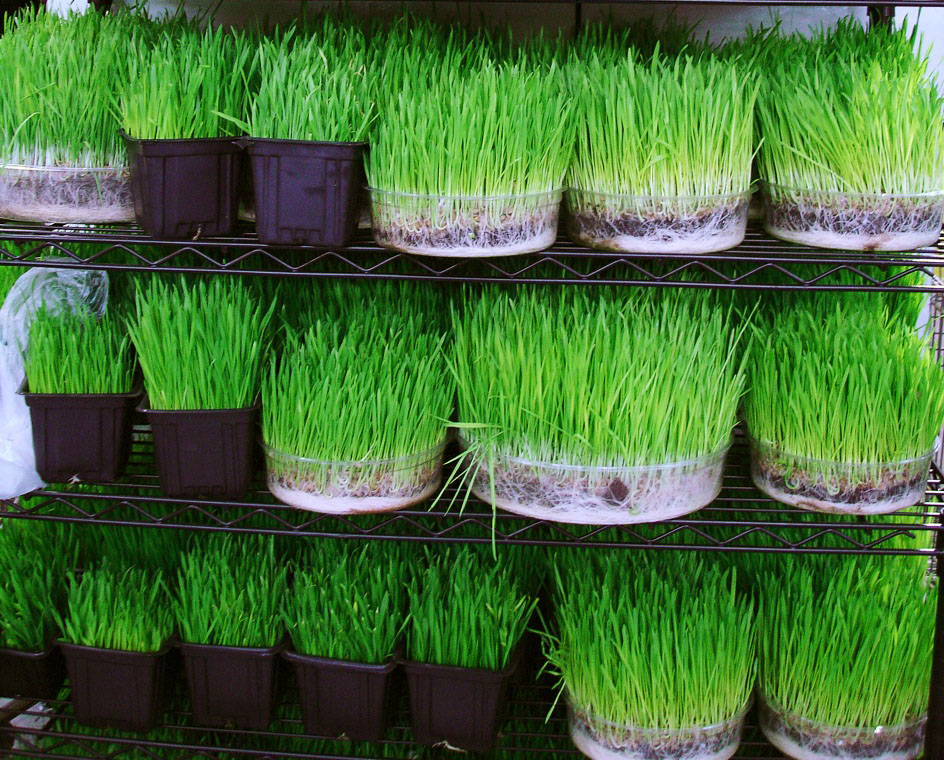
«Сямяни»

Празднование Новруза насыщено символикой. До праздника женщины семьи готовят разные сладости: «щекербура», «пахлава» и «гогал». «Шекербура» символизирует луну. «Пахлава» является символом звёзд на небе, а её слои (9 или 12) символизируют слои Земли, атмосферы. А «гогал» является символом Солнца. На праздничном столе также имеются крашенные варёные яйца и существует игра, где из проверяют на прочность. В дни праздника вечером зажигают свечи на каждого члена семьи. А также на столе должно быть «сямяни» (пророщенные семена пшеницы).
С древних времен в Новруз байрамы незамужние девушки проводили разные гадания: подслушиванье под дверью, на свечах, на обручальным кольце и т. д.
30 сентября 2009 года Новруз был включён ЮНЕСКО в Репрезентативный список нематериального культурного наследия человечества, с этого времени 21 марта объявлено как Международный день Новруз.
Кроме всех развлекательных традиций и обычаев, есть также те, которые имеют отношение к похоронам. . Если дома кто-то умирает все зеркала и другие отражающиеся предметы покрываются полотном, дабы избежать поселения духа умершего в них. Хоронить умерших принято в течение 24 часов после смерти, то есть как можно раньше. Над телом умершего проводят мусульманский обряд омовения и обмывания. Родственниками и друзьями совершается «джаназя намазы». В исламе не разрешается хоронить покойного в одежде, поэтому умершего потребуется окутать в саван (кафан — белое полотно). Далее покойник кладется на табут, после чего крышку закрывают и покрывают тканью, обычно зелёной (символ исламской религии). Если умерший человек молодой, то принято покрывать красной тканью. Хоронят на семейном кладбище. Когда умерший кладется на землю, его голова должна быть повернутой в сторону Гибли, после чего на могилу бросается горсть земли и произносится молитва. Характерная черта мусульманских кладбищ (также и азербайджанских) в том, что все могилы и надгробные памятники направлены своими фасадами в сторону Мекки. 40 дней в доме не включается музыка и каждый четверг в дом приходят гости — родственники и друзья, чтобы поделить горе семьи. На 40 день смерти проводится церемония, приезжают родственники и друзья, мужчины посещают кладбище, читается «Сура ясин». Обычно возводятся палатки, где утром женщины, а днем мужчины собираются, читаются молитвы и всем гостям подаётся «эхсан» (угощение в честь умершего); обычно плов, «довга» и «халва» (мука, поджаренная в масле и налитая сиропом).